# Tjibdzjagra
Tjibdzjagra (georgiska: ჩიბჯაგრა) är ett berg i Georgien. Det ligger i regionen Abchazien, i den nordvästra delen av landet, 400 km väster om huvudstaden Tbilisi. Toppen på Tjibdzjagra är 2 119 meter över havet.